# Fire on Fire
Fire on Fire è un singolo del cantautore britannico Sam Smith, pubblicato il 21 dicembre 2018.

## Descrizione
Il singolo è la colonna sonora della miniserie televisiva Netflix La collina dei conigli.

## Video musicale
Il video musicale in versione animata, è stato pubblicato il 20 dicembre 2018 sul canale Vevo-YouTube del cantante.

## Classifiche

### Classifiche settimanali
| Classifica (2018-19) | Posizione massima |
| -------------------- | ----------------- |
| Australia            | 93                |
| Belgio (Fiandre)     | 60                |
| Belgio (Vallonia)    | 61                |
| Finlandia            | 18                |
| Grecia               | 46                |
| Irlanda              | 38                |
| Lettonia             | 56                |
| Lituania             | 27                |
| Norvegia             | 17                |
| Paesi Bassi          | 56                |
| Portogallo           | 94                |
| Regno Unito          | 63                |
| Singapore            | 28                |
| Svezia               | 16                |
| Svizzera             | 35                |

### Classifiche di fine anno
| Classifica (2019) | Posizione |
| ----------------- | --------- |
| Svezia            | 88        |